# شيهميات العالم القديم
شيهم العالم القديم (بالإنجليزية: Old World porcupine) (باللاتينية: Hystricidae) .